# Publio Rutilio Rufo
Publio Rutilio Rufo (en latín, Publius Rutilius Rufus; 159-78 a. C.) fue un político, militar, orador e historiador romano perteneciente a la gens Rutilia. Ocupó diversos cargos públicos durante su vida, pero fue condenado al exilio tras ser acusado y condenado por extorsión. Durante este último periodo escribió numerosas obras que no han llegado a nuestros días.

## Carrera militar
Comenzó su carrera militar en el año 134 a. C., como miembro del estado mayor de Publio Cornelio Escipión Emiliano en el asedio a la rebelde ciudad hispana de Numancia. Rufo participó también en la campaña contra Yugurta de Numidia del año 109 a. C., junto con Cayo Mario. Se distinguió en la batalla de Muthul, en donde hizo frente a la carga de Bomílcar y logró capturar a la mayoría de los elefantes de guerra de Numidia. Fue pretor en 111 a. C.

## Consulado
En el año 105 a. C., tras una candidatura fracasada presentada en 107 a. C., fue elegido cónsul como consul senior, siendo el compañero de Cneo Malio Máximo. Sus mayores logros fueron mejoras en la disciplina del ejército y mejoras en la formación.

## Legado en Asia y juicio
Posteriormente en el año 95 a. C. sirvió como legado con Quinto Mucio Escévola, gobernador de la provincia de Asia.
Por ayudar a su superior a tratar de proteger a los ciudadanos de la provincia de la extorsión de los publicani, los recaudadores de impuestos, Rufo se granjeó la animadversión del orden ecuestre al que pertenecían los publicani. En el año 92 a. C. los propios publicani lo acusaron de extorsión, cuando había hecho todo lo posible por evitarla. La acusación era a todas luces falsa, pero en esos tiempos los jurados estaban compuestos por ciudadanos del orden ecuestre, y dado su enfrentamiento le condenaron. Rufo fue defendido por su sobrino Cayo Aurelio Cota y aceptó el veredicto con resignación, demostrando su educación estoica, como alumno de Panecio de Rodas.
Cicerón, Tito Livio, Veleyo Patérculo y Valerio Máximo, están de acuerdo en que era un hombre honrado e íntegro y su condena fue resultado de una conspiración de algunos caballeros que tenían el privilegio en este tiempo de juzgar los casos criminales.

## Retiro y obras
Se retiró a Mitilene y más tarde a Esmirna, en donde pasó el resto de su vida. Posiblemente como forma de desafiar a los perseguidores, fue recibido con honores en la misma ciudad a la que se le acusó de haber extorsionado, y en donde Cicerón le visitó alrededor de 78 a. C. A pesar de haber sido invitado por Sila a volver a Roma, Rufo lo rechazó. En su estancia en Esmirna redactó su autobiografía y una historia de Roma en griego, parte de la cual se sabe que trataba de la guerra de Numancia. Poseía amplios conocimientos sobre la guerra y escribió tratados sobre el tema, siendo algunos fragmentos de estos citados en el Digesto.
Los discursos de Rutilio contienen valiosa información acerca del derecho civil. Se han conservado algunos fragmentos de los siguientes: 
- 1. Adversus Scaurum
- 2. Pro se contra Scaurum; los dos primeros efectuados en el año 107 a. C.[6]
- 3. Pro lege sua de tribunis mililum efectuada como cónsul, 105 a. C..[7]
- 4. De modo aedificiorum sobre la forma de establecer límites a la extravagancia en la construcción de viviendas suntuosas. Probablemente efectuado en su consulado.[8]
- 5. Pro L. Caerucio ad populum
- 6. Pro se contra publicanos efectuado en 93 a. C. o 92 a. C.
- 7. Oratio ficta ad Mithridatem regem[9]

Rutilio escribió también una autobiografía compuesta por al menos cinco libros, y una historia de Roma en griego, que contenía un relato de la guerra numantina.